# نادي إشبيلية للسيدات
نادي إشبيلية للسيدات أو نادي إشبيلية النسائي لكرة القدم هو القسم النسائي في نادي إشبيلية لكرة القدم ومقره في إشبيلية وتم إنشاؤه في عام 2008. ويلعب النادي في الدوري الإسباني لكرة القدم للسيدات.

## التاريخ
لعب إشبيلية موسمين في الدوري الممتاز قبل أن يهبط في عام 2011. في العام التالي عاد إلى الفئة الأولى بعد أن تصدر مجموعته بفوزه على أوياتسون كي إي وسي دي فيمارغوين في تصفيات الترقية. هبطوا إلى الدرجة الثانية في نهاية موسم 2014–15، قبل أن يعودوا إلى الدرجة الأولى بعد موسم 2016-2017.
انفصل نادي إشبيلية عن هيسباليس وأنشأ فريقه النسائي في عام 2008، بدءًا من الفئات الإقليمية. في عام 2009، وصل الفريق إلى Primera Nacional ، حيث كان يُعرف آنذاك باسم Segunda División ، ولكن بدلاً من ذلك تمت ترقيته مباشرةً إلى الدوري الإسباني لكرة القدم للسيدات حيث قرر الاتحاد الملكي الإسباني توسيع الفئة بأقسام السيدات في الأندية من بطولات الدوري الذكور.

## الشعار وزي النادي

### الشعار

شعار نادي إشبيلية

هو واحد من شعارات النوادي الإسبانية المميزة، وذلك بسبب بعض الرموز والألوان والصور التي تظهر على الشعار، والتي يمكن أن نزيل بعض الغموض حولها فيما يلي: يوجد في الجزء العلوي من الشعار الصورة المميزة لشعار مدينة إشبيلية. في المنتصف نجد كرة قدم ذهبية اللون. كما يختلط بالشعار في خلفية الرموز الخطوط الحمراء واللون الأحمر الذي يشبه علم مدينة إشبيلية. يمتزج في الشعار الألوان الحمراء الزاهية واللون الذهبي مع اللون الأبيض.

## قائمة اللاعبين
آخر تحديث 14 ديسمبر 2021..
ملاحظة: تشير الأعلام إلى المنتخب الوطني على النحو المحدد في قواعد الأهلية للفيفا. قد يحمل اللاعبون أكثر من جنسية واحدة غير تابعة للفيفا.
| الرقم | البلد            | المركز | اللاعب                                |
| ----- | ---------------- | ------ | ------------------------------------- |
| 1     | المكسيك          | حارس   | Itzel González (on loan from Tijuana) |
| 3     | إسبانيا          | مدافع  | Lucía                                 |
| 4     | الولايات المتحدة | مدافع  | Luca Deza                             |
| 5     | كولومبيا         | وسط    | Isabella Echeverri                    |
| 6     | إسبانيا          | وسط    | Nagore                                |
| 8     | باراغواي         | مهاجم  | Jessica Martínez                      |
| 9     | إسبانيا          | وسط    | Ana Franco                            |
| 10    | إسبانيا          | وسط    | Inma Gabarro                          |
| 11    | نيجيريا          | مهاجم  | Toni Payne                            |
| 14    | إسبانيا          | وسط    | Rosa Otermín                          |
| 15    | إسبانيا          | وسط    | Amparito                              |
| 16    | إسبانيا          | مدافع  | Almudena Rivero                       |

| الرقم | البلد            | المركز | اللاعب                                             |
| ----- | ---------------- | ------ | -------------------------------------------------- |
| 17    | إسبانيا          | وسط    | ديبورا غارسيا                                      |
| 18    | جمهورية التشيك   | وسط    | Klára Cahynová                                     |
| 19    | إسبانيا          | مدافع  | Paula Nicart                                       |
| 20    | تشيلي            | مدافع  | خافييرا تورو                                       |
| 21    | إسبانيا          | مهاجم  | Eli del Estal                                      |
| 22    | الولايات المتحدة | وسط    | ميشيل فاسكونسيلوس (on loan from كانساس سيتي كارنت) |
| 23    | كولومبيا         | وسط    | ناتاليا جايتان                                     |
| 24    | إسبانيا          | حارس   | Esther Sullastres                                  |
| 26    | إسبانيا          | مدافع  | Teresa Mérida                                      |
| 27    | إسبانيا          | مدافع  | Nazareth Martín                                    |
| 29    | إسبانيا          | وسط    | Alba Herrera                                       |

## لاعبين سابقين
- ألدانا كوميتي
- يانارا أيدو، كارين أرايا، بانشا لارا
- سابرينا فلوريس، باميلا تاجونار
- أوشينا كانو
- أوليفيا أوبرا
- ناديجدا كاربوفا
- أليسيا فوينتيس
- أولغا كارمونا
- أوكسيليادور خيمينيز
- الكسندرا لوبيز
- جينيفر موريلا
- آنا «ويلي» روميرو
- كلير فالكنور

## الطاقم الفني

### الكادر الفني الحالي
| المنصب       | الطاقم               |
| ------------ | -------------------- |
| المدير الفني | خوسيه كاسترو كارمونا |
| المدرب       | كريستيان تورو        |

## وصلات خارجية
- الموقع الرسمي
- صفحة النادي الرسمية  على فيسبوك.
- نشيد النادي على يوتيوب

## مصدر
1. ↑  "كووورة: الموقع العربي الرياضي الأول". مؤرشف من الأصل في 2022-03-06. اطلع عليه بتاريخ 2022-03-06.
2. ↑  https://sevillafc.es/ar/the-club/organization/sevilla-fc نسخة محفوظة 2021-11-03 على موقع واي باك مشين.
3. ↑  "Sevilla (Women) score ≻ Sevilla (Women) latest score today ≻ Spain ≡ 777score.com". مؤرشف من الأصل في 2022-03-06. اطلع عليه بتاريخ 2022-03-06.
4. ↑  "قائمة لاعبي فريق إشبيلية - سيدات - Sevilla W - Yacine Tv / ياسين تيفي بث مباشر مباريات اليوم". مؤرشف من الأصل في 2022-03-07. اطلع عليه بتاريخ 2022-03-07.
5. ↑  https://en.m.wikipedia.org/wiki/Marca_(newspaper) نسخة محفوظة 2021-12-11 على موقع واي باك مشين.
6. ↑  "Féminines / Sevilla F.C". مؤرشف من الأصل في 2022-02-26. اطلع عليه بتاريخ 2022-03-06.
7. ↑  https://livescores.biz/fr/team/sevilla-f%5Bوصلة+مكسورة%5D
8. ↑  "Official staff of the Sevilla FC 2021/22". الدوري الإسباني. مؤرشف من الأصل في 2022-03-06. اطلع عليه بتاريخ 2021-12-14.
9. ↑  https://m.youm7.com/story/2015/5/19/%D9%86%D8%A7%D8%AF%D9%89-%D8%A5%D8%B4%D8%A8%D9%8A%D9%84%D9%8A%D9%87-%D9%8A%D8%AD%D8%AA%D9%81%D9%84-%D8%A8%D8%A3%D8%AD%D8%AF%D8%AB-%D9%85%D9%88%D8%A7%D9%84%D9%8A%D8%AF-%D9%85%D9%86-%D9%85%D8%B4%D8%AC%D8%B9%D9%89-%D8%A7%D9%84%D9%86%D8%A7%D8%AF%D9%89/2189215 نسخة محفوظة 2022-03-06 على موقع واي باك مشين.
10. ↑  "Cristian Toro / Sevilla F.C". مؤرشف من الأصل في 2022-03-06. اطلع عليه بتاريخ 2022-03-06.

لم يتم العثور على روابط لمواقع التواصل الاجتماعي.